# Richard Bazing
Richard Bazing (1894 - 1987) est un général allemand de la Seconde Guerre mondiale. Il est le dernier commandant de la 89e Infanterie-Division.

## Biographie
Le général Bazing naît le 19 décembre 1894, à Thionville, une ville de garnison animée d'Alsace-Lorraine. Comme ses compatriotes Helmuth Volkmann et Franz Vaterrodt , le jeune Richard se tourne naturellement vers le métier des armes. Le 19 octobre 1912, alors qu'il n'a que 18 ans, il s'engage dans l'armée impériale. Richard Bazing est affecté,  comme Fahnenjunker, au 13e bataillon du génie, où il est promu Fähnrich, aspirant, en mars 1913, puis Leutnant, sous-lieutenant, en février 1914. 

### Première Guerre mondiale
Au début de la Première Guerre mondiale, Bazing sert dans ce régiment, où il est blessé dès le 19 août 1914. De retour dans son unité, il est affecté dans une Werfer-Kompanie en décembre 1914. Il fait fonction de chef de compagnie à la 19eGranatwerfer-Kompanie, de novembre 1915 à mars 1916. Nommé chef de bataillon en mars 1916, il connait des problèmes de santé. Après un séjour à l’hôpital, il est nommé chef du Pionier-Bataillon Nr. 13. Détaché à Berlin en juin 1916, il est promu Oberleutnant, lieutenant, le 18 avril 1917. Il est nommé officier d’ordonnance à l’état-major de la 243e Infanterie-Division jusqu'à l'Armistice.

### Entre-deux-guerres
Après la guerre, Bazing quitte l'armée pour intégrer la police le 1er février 1920 avec le grade de Hauptmann, capitaine. Il y restera jusqu'au 16 mars 1936, date à laquelle il réintègre la Wehrmacht, la nouvelle armée allemande. Polizei-Major  depuis 1932, il est nommé Major de la Wehrmacht en mars 1936, avant de prendre le commandement du Pionier-Bataillon 33 en mai 1936. À ce poste, il est promu Oberstleutnant, lieutenant-colonel, en août 1936. Remplacé en novembre 1938, il est promu Oberst, colonel, en avril 1939. Le colonel Bazing est nommé commandant du 504e Infanterie-Regiment le 26 août 1939.

### Seconde Guerre mondiale
Le colonel Bazing reste à la tête du 504e Infanterie-Regiment jusqu'au 10 octobre 1940, non sans avoir reçu les Croix de fer 2e et 1re classes. Bazing est promu Generalmajor, général de brigade, le 1er novembre 1942. Le 13 mai 1943, le général Bazing reçoit la Finnisches Freiheitskreuz I. Klasse mit Schwertern, la Croix de la Liberté finnoise, avec glaive. De septembre 1943 à novembre 1944, le général Bazing sert à l'état-major du Groupe d'armées F. Placé dans la Führerreserve le 15 novembre 1944, il est nommé à la tête de la 352e Infanterie-Division le 23 décembre 1944. Le 2 février 1945, le général Bazing est nommé à la tête de la 89e Infanterie-Division. C'est de ce poste qu'il partira en captivité, après la capitulation de la Wehrmacht. Interné en Suisse, il sera libéré 2 ans plus tard, en novembre 1947. 
Richard Bazing décédera le 22 mai 1987, à Bonn, en Allemagne.

## Grades
- Général de brigade (Generalmajor), le 1er novembre 1942.

## Décorations
- Finnisches Freiheitskreuz I. Klasse mit Schwertern,  13 mai 1943.
- Eisernes Kreuz (1914), 2e et 1re classes.
- Spange zum Eisernen Kreuz, 2e et 1re classes.
- Verwundetenabzeichen, 1918 in Schwarz.
- Wehrmacht-Dienstauszeichnung IVe, IIIe, IIe et Ire classes.

## Sources
- Notice biographique
- Generale der Reichswehr und Wehrmacht mit B sur lexikon-der-wehrmacht.de